# Satyrus jakobsoni
Satyrus jakobsoni är en fjärilsart som beskrevs av Andrej Nikolajewitsch Avinoff och Sweadner 1951. Satyrus jakobsoni ingår i släktet Satyrus och familjen praktfjärilar. Inga underarter finns listade.